# WIRES-X
WIRES-X（ワイヤーズ-エックス）は、八重洲無線が提唱している、VoIP中継ネットワークシステムである。旧規格にWIRES-IIがある。

## 概要
アマチュア無線とインターネット回線を用いたVoIP伝送システムである。音声だけでなく、画像などのデータ通信も可能。
インターネットを経由する為、モバイルWi-Fiルーターなどの端末を用いて参加する事も可能で、海外局との交信も可能である。
現在、ノード局を開設する為には、八重洲無線 WIRES-X インターネット回線接続キットHRI-200が必要だが、既設のノード局を経由する場合には、WIRES-X対応機もしくはアナログ機で参加が可能である。
また、日本国内では認められていないが海外ではレピータも存在する。

## 特徴
変調方式をP25をベースとしたC4FMとし、高音質・データ通信を実現している。D-STARに比べ音質が良いと言われるが、音声CODECは同じでありデジタルエラーが無い場合、音質に大きな差は無い。

一方で、エラー発生時の訂正方式はD-STARと異なる為、音質劣化の抑圧度は変わってくる。これについては、マルチパス・フェージング環境下による細かい評価が必要である。
旧規格WiRES-IIと異なり、UPnPが利用できる為ルーターの設定が容易となった。
ノードはアナログ/デジタルモードの切替方式で、1台で同時運用は出来ない。
対応OSはWindows 8/10/11
※Vista / 7 は対応から外された

### 変調方式
- C4FM(4値FSKの一種)

### 音声CODEC
- DVSI社 AMBE+2™

### デジタル・アナログの相互通信
ノード局を介す事で、アナログとデジタルの通信が可能。ただしこの時のデジタルとは、WIRES-X対応のC4FMを採用した無線機に限られる。

### その他の機能
- スマートアクセス機能
- アクティブモニター機能
- ニュースステーション機能
- プリセットサーチ機能
- グループモニター機能

### 呼び出し周波数(メインチャンネル)
JARD(日本アマチュア無線振興協会)による平成２７年度の周波数区分表によると、144MHz帯では、145.300MHz　430MHz帯では、433.300MHzとなっているが、ICOMのD-STARレピーターシステムなども同じようにされている為、使用する際は注意が必要である

## 対応機種
以下に、C4FM(デジタル)対応機種を列挙する。
- FT1D
- FT1XD
- FT2D
- FTM-400D / FTM-400DH(2013年度グッドデザイン賞 受賞)
- FTM-400XD / FTM-400XDH
- FTM-100D / FTM-100DH
- FT-991/M/S
- FT-991A/M/S
- FT-70D
- FTM-7250D/S
- FT3D
- FTM-300D/S
- FT5D
- FTM-200D/S
- FTM-500D/S

## 類似システム
他のインターネットを用いたアマチュア無線のシステム。
- IRLP
- D-STAR
- Echolink